# 大锦卯一郎
大锦卯一郎（日语：／ Ōnishiki Uichirō，1891年11月25日—1941年5月13日），原名細川卯一郎，日本大阪府大阪市中央區出身的前大相撲力士，第26代横綱。身高175cm，重147kg。所屬的相撲部屋是出羽海部屋。

## 生涯
細川卯一郎生於1891年11月25日，是一個神社和寺院工匠之子。
他後來加入出羽海部屋，由前橫綱常陸山谷右衛門訓練。他在1910年初次比賽，1915年1月到達幕內級別。在5月場所昇為小結，在1916年1月晉升大關，在1917年得到10;0的全勝優勝，並在5月場所成為橫綱。
他在整個職業生涯中僅輸了16次比賽。他贏得了五次幕內優膀，獲得四次亞軍。與他那個時代的大多數相撲力士相比，他非常聰明也非常強壯，勝率達88.15。只出現過三場平局。
然而，他的職業生涯突然結束。1923年1月，相撲力士對東京相撲協會發動罷工要求改善待遇，稱為三河島事件。大鎘試圖調解，但失敗了。在警方介入後，罷工者得到了更好的退休金要求。大錦因為覺得自己對事件有責任，所以他從一名活躍的相撲力士中引退並離開了相撲界。從此他對相撲界的傳統持批評態度。
引退後，他進入早稻田大學政治經濟學部學習。畢業後，他作為相撲評論家在報知新聞工作。
1941年5月13日去世享年49歳，墓地在神奈川縣横濱市鶴見區的總持寺。